# Złoty Medal Królewskiego Towarzystwa Geograficznego
Złoty Medal (ang. Gold Medal) – najważniejsza nagroda brytyjskiego Królewskiego Towarzystwa Geograficznego (ang. Royal Geographical Society) przyznawana od 1832 roku za wybitne odkrycia geograficzne lub osiągnięcia w badaniach naukowych, nauczaniu i popularyzowaniu wiedzy geograficznej. Od 1839 roku przyznawana pod postacią dwóch równoważnych medali: Gold Founder’s Medal (Złoty Medal Odkrywców) oraz Gold Patron’s Medal (Złoty Medal Patronów).

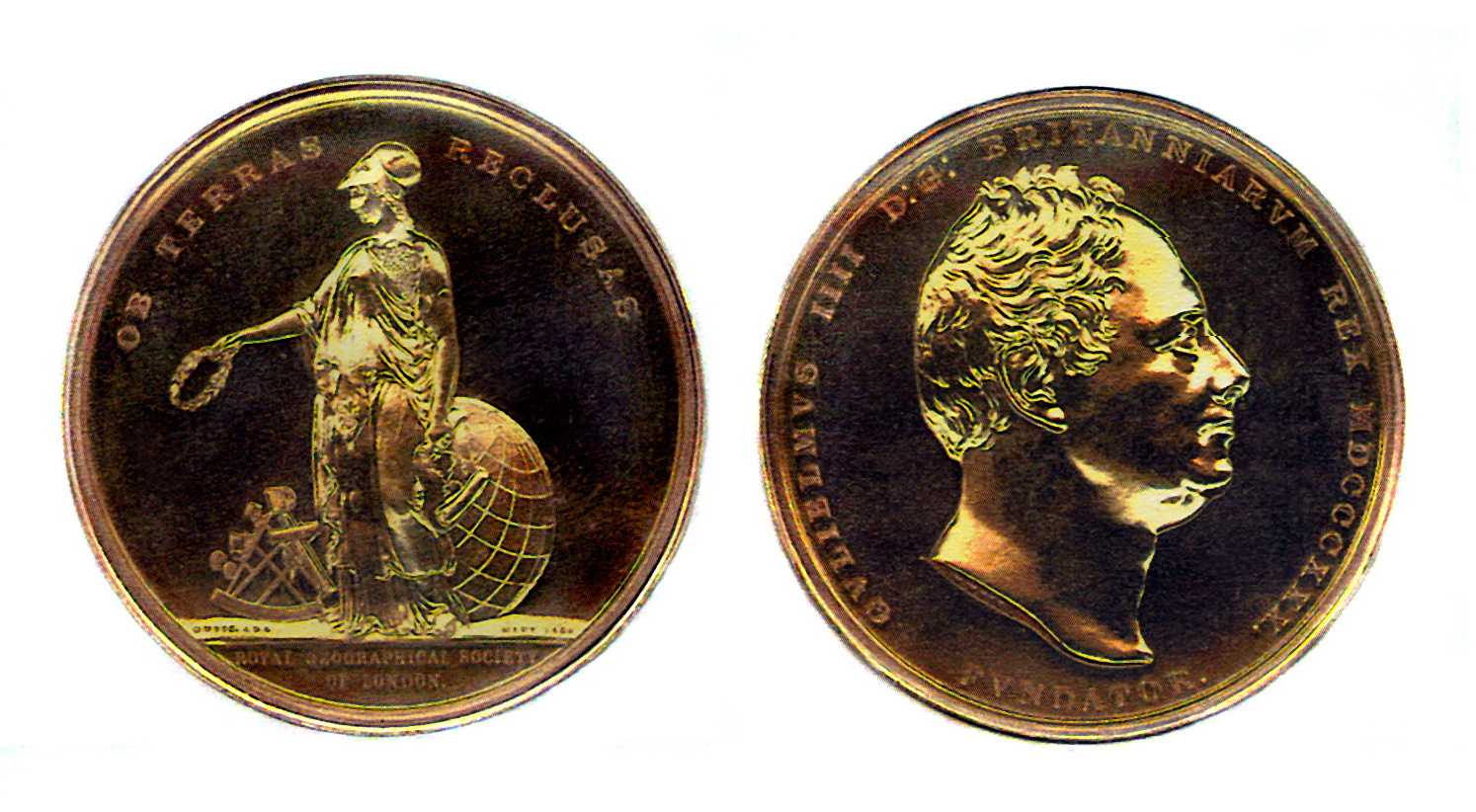
Gold Founder’s Medal przyznany Kennethowi Masonowi

Nagroda została ustanowiona w 1831 roku przez króla Wielkiej Brytanii Wilhelma IV jako coroczny dar 50 gwinei. Za królewską aprobatą Królewskie Towarzystwo Geograficzne przyznawało ją za wspieranie i promocję odkryć i nauk geograficznych. Początkowo nagrodę wypłacano w pieniądzu, od 1836 r. przyznawana jest w formie złotego medalu. W 1839 roku Towarzystwo zdecydowało o podziale nagrody i przyznawaniu dwóch medali o identycznej wartości. Medale były przyznawane przez Królewskie Towarzystwo Geograficzne, z aprobatą brytyjskiego monarchy, co roku, z wyjątkiem lat 1850, 1851, 1855, 1943 i 1944. Pierwotnie medale były wykonane z czystego złota, w latach 1918–1921 wykonano je z brązu, a od 1975 r. są one wykonane z pozłacanego srebra.
Oba medale zostały zaprojektowane przez Williama Wyona. Z jednej strony Founder’s Medal widnieje głowa króla Wilhelma IV, z drugiej jest Minerwa z globusem i sekstantem, trzymająca wieniec i zwój. Na Patron’s Medal widnieje głowa młodej królowej Wiktorii, na drugiej stronie jest Minerwa, identyczna jak na Founder’s Medal. Na obu medalach dodatkowo jest wygrawerowane imię i nazwisko odbiorcy oraz data przyznania nagrody.
Pośród nagrodzonych Founder’s Medal znalazło się dwóch Polaków: Paweł Edmund Strzelecki (1846) i prof. Leszek Starkel (2004). Patron’s Medal został nagrodzony prof. Mieczysław Klimaszewski (1978).
| Rok  | Founder’s Medal               | Wkład | Patron’s Medal            | Wkład |
| ---- | ----------------------------- | --- | ------------------------- | --- |
| 2024 | dr Vanessa Lawrence           | Za znaczący wkład w promocję geografii w Wielkiej Brytanii i na świecie                                                       | Stephen Venables          | Za całokształt wkładu w odkrycia geograficzne w wysokich górach świata                                                                  |
| 2023 | Andrew Mitchell               | Za całokształt wkładu w ochronę lasów tropikalnych i walkę ze zmianą klimatu                                                  | Prof. Felix Driver        | Za wkład w działalność Towarzystwa i w geografię historyczną                                                                            |
| 2022 | David Hempleman-Adams         | Za umożliwianie tworzenia nauki poprzez wyprawy naukowe i inspirowanie młodszych pokoleń geografów                            | Jane Francis              | Za wkład w nauki o Ziemi i środowisku                                                                                                   |
| 2021 | Andy Eavis                    | Za 50 lat wkładu w kierowanie ekspedycjami speleologicznymi, odkrywanie i opisywanie jednych z największych jaskiń na świecie | Dr Rita Gardner           | Za kierowanie Królewskim Towarzystwem Geograficznym i przez to przyczynienie się do rozwoju geografii we wszystkich jej poddyscyplinach |
| 2020 | Prof. Heather Viles           | Za jej osiągnięcia w tworzeniu biogeomorfologii                                                                               | Michael Jones             | Za wkład w rozwój informacji geoprzestrzennej                                                                                           |
| 2019 | Trevor Barnes                 | Za doskonałość i pionierskie osiągnięcia w dziedzinie geografii ekonomicznej                                                  | Fiona Reynolds            | Za wkład w ochronę środowiska i zachowanie brytyjskiego krajobrazu                                                                      |
| 2018 | Paul Rose                     | Za ekspedycje naukowe i propagowanie wiedzy geograficznej w społeczeństwie                                                    | Prof. Yadvinder Malhi     | Za wiodące w skali świata badania nad wpływem zmiany klimatu na ekosystemy tropikalne                                                   |
| 2017 | Sir Gordon Conway             | Za promocję rozwoju rolnictwa w Azji i Afryce                                                                                 | Lindsey Hilsum            | Za poprawę zrozumienia globalnych konfliktów i nierówności                                                                              |
| 2016 | Prof. Michael Storper         | Za poszerzenie wiedzy i przewodzenie badaniom z geografii społeczno-ekonomicznej                                              | Bob Geldof                | Za zwrócenie uwagi światowej opinii publicznej na przyczyny nierówności w Afryce                                                        |
| 2015 | Prof. Michael Batty           | Za rozwój i promocję geograficznych badań miast                                                                               | Paul Theroux              | Za książki podróżnicze zachęcające do odkrywania świata                                                                                 |
| 2014 | Prof. Geoffrey Boulton        | Za rozwój i promocję glacjologii                                                                                              | Prof. Hans Rosling        | Za wpływ na decydentów oraz wzrost rozumienia przez nich danych geograficznych                                                          |
| 2013 | Prof. Keith Richards          | Za osiągnięcia na polu geografii fizycznej i geomorfologii fluwialnej                                                         | Michael Palin             | Za promocję geografii i edukacji geograficznej                                                                                          |
| 2012 | Prof. Charles Withers         | Za wspieranie i rozwój geografii historycznej i geografii kultury                                                             | Alastair Fothergill       | Za globalny wpływ na szersze rozumienie środowiska na Ziemi                                                                             |
| 2011 | Prof. David Livingstone       | Za wspieranie i promocję geografii historycznej                                                                               | Dr Sylvia Earle           | Za eksplorację oceanów oraz wspieranie, rozwój i promocję nauki o oceanach                                                              |
| 2010 | Prof. Diana Liverman          | Za rozwój i promocje zrozumienia wpływu człowieka na zmiany klimatyczne                                                       | Jack Dangermond           | Za promowanie nauk geograficznych poprzez rozwój Systemów Informacji Geograficznej                                                      |
| 2009 | Dr Alan Baker                 | Za wkład w geografię historyczną                                                                                              | Prof. Lord Nicholas Stern | Za wkład w politykę dotyczącą zmian klimatycznych                                                                                       |
| 2008 | Prof. Julian Dowdeswell       | Za rozwój, wpływ i promocję glacjologii                                                                                       | Prof. Jesse Walker        | Za rozwój, wpływ i promocję geomorfologii wybrzeża                                                                                      |
| 2007 | Prof. Roger Barry             | Za prowadzenie międzynarodowych badań klimatu i zmian klimatu                                                                 | Prof. Paul Curran         | Za międzynarodowy rozwój nauk geograficznych poprzez teledetekcję                                                                       |
| 2006 | Prof. Derek Gregory           | Za międzynarodowe przywództwo w badaniach z zakresu geografii człowieka i teorii socjologicznych                              | Prof. Jack Ives           | Za jego rolę w międzynarodowym wskazaniu globalnego znaczenia regionów górskich                                                         |
| 2005 | Prof. Sir Nicholas Shackleton | Za badania nad paleoklimatologią czwartorzędu                                                                                 | Prof. Jean Malaurie       | Za poświęcenie życia studiowaniu Arktyki i jej mieszkańców                                                                              |
| 2004 | Prof. Leszek Starkel          | Za pogłębienie międzynarodowego rozumienia paleohydrologii i geomorfologii                                                    | Sydney Possuelo           | Za wkład w prawa mieszkańców Brazylii i za badania w Amazonii                                                                           |
| 2003 | Prof. Mike Goodchild          | Za wkład do nauki o informacji geograficznej                                                                                  | Harish Kapadia            | Za wspinaczkę i odkrycia geograficzne w Himalajach                                                                                      |
| 2002 | Prof. Bruno Messerli          | Za wkład w badania górskie i rozwój społecznej świadomości problematyki górskiej                                              | Dr David Keeble           | Za pogłębianie wiedzy z zakresu geografii ekonomicznej i przemysłowej                                                                   |
| 2001 | Prof. William Graf            | Za badania nad procesami rzecznymi obszarów suchych oraz interakcjami nauki i polityki publicznej                             | Reinhold Messner          | Za osiągnięcia alpinistyczne |

| Rok  | Founder’s Medal | Wkład | Patron’s Medal                      | Wkład |
| ---- | --- | --- | ----------------------------------- | --- |
| 2000 | Prof. Brian Robson | Za wkład w geografię miast i perspektywę geograficzną w politykach miejskich                                                                                               | Sir Crispin Tickell                 | Za wkład w promowanie zrozumienia globalnych problemów środowiskowych na szczeblu rządowym i przez opinię publiczną                                             |
| 1999 | Prof. Mike Kirkby | Za wkład w rozwój podejścia opartego na procesach oraz modelowaniu w geomorfologii                                                                                         | Doug Scott                          | Za wkład w alpinizm i znajomość regionów górskich |
| 1998 | Prof. Robert Bennett | | Dr David Drewry                     | |
| 1997 | Prof. Sir Tony Wrigley | | Prof. David Rhind                   | |
| 1996 | Prof. John Woods | Za wkład w oceanografię | Prof. John Thornes                  | |
| 1995 | Gathorne Gathorne-Hardy, 5. hrabia Cranbrook | Za pracę, która zachęca i promuje nauki i odkrycia geograficzne | Prof. David Harvey                  | |
| 1994 | Prof. Ronald Cooke | Za wkład w geomorfologię | Prof. Ghillean Prance               | |
| 1993 | Prof. Kenneth Gregory | | Col. John Blashford-Snell           | |
| 1992 | Prof. Alan Wilson | | Dr Martin Holdgate                  | |
| 1991 | Prof. Andrew Goudie | | Dr Helge oraz Dr Anne Stine Ingstad | |
| 1990 | Dr John Hemming | | Dr Richard Leakey                   | |
| 1989 | Dr Monica Kristensen | | Prof. Keith Clayton                 | |
| 1988 | Prof. Peter Hall | | Nigel de N Winser                   | |
| 1987 | Dr Anthony Laughton | | Prof. Richard J. Chorley            | |
| 1986 | Timothy Severin | | Prof. Peter Haggett                 | |
| 1985 | David Attenborough | | Walter Smith                        | |
| 1984 | Sir Ranulph Fiennes | | Prof. Pierre Gourou                 | |
| 1983 | Sir Peter Scott | | John Young                          | |
| 1982 | Michael Ward | | Douglas Warren                      | |
| 1981 | Prof. Keith J Miller | | Valter Schytt                       | |
| 1980 | Prof. William R Mead | | Prof. Preston James                 | |
| 1979 | Dr David Stoddart | Za wkład w geomorfologię, badanie raf koralowych i historię geografii | Robin Hanbury-Tenison               | Za kierowanie ekspedycjami naukowymi, w tym Ekspedycją Mulu, oraz za pracę na rzecz ludów pierwotnych                                                           |
| 1978 | Gen. R. Brown | Za zasługi dla nauki o tworzeniu map | Prof. Mieczysław Klimaszewski       | Za wkład w geomorfologię i międzynarodowe zrozumienie geografii                                                                                                 |
| 1977 | Prof. Michael Wise | Za wkład w geografię ekonomiczną i w międzynarodowe zrozumienie nauczania geografii                                                                                        | Prof. Kenneth Hare                  | Za odkrycia w geografii arktycznej |
| 1976 | Dr Brian B Roberts | Za eksplorację obszarów polarnych, wkład w badania nad Antarktyką i negocjacje polityczne                                                                                  | Adm. Sir Edmund Irving              | Za zasługi jako Hydrograf Royal Navy i za zachętę do poszukiwań                                                                                                 |
| 1975 | Sir Laurence Kirwan | Za wkład w historię geograficzną doliny Nilu w Nubii i Afryki Wschodniej oraz za zasługi eksploracyjne                                                                     | Dr Joachim P Kuettner               | Za eksplorację oceanów i ziemskiej atmosfery |
| 1974 | Christian J. S. Bonington | Za eksplorację gór | Gordon de Q. Robin                  | Za badania i ekspedycje polarne |
| 1973 | Norman L. Falcon | Lider ekspedycji RGS do Musandam (Północny Oman). Za wkład w historię geograficzną regionu Zatoki Perskiej                                                                 | Prof. Edgar H. Thompson             | Profesor fotogrametrii i geodezji, University College London |
| 1972 | Adm. George S. Ritchie | Za sporządzanie map hydrograficznych i eksploracje oceanów | Dr Michael D. Gwynne                | Lider wyprawy RGS do Południowej Turkany (Kenia) |
| 1971 | Sir George Deacon | Za eksplorację i badania oceanograficzne | Dr Charles Swithinbank              | Za eksplorację i badania glacjologiczne |
| 1970 | Walter William Herbert | Za eksplorację i badania Arktyki i Antarktyki | Dr Haroun Tazieff                   | Za eksplorację i badania wulkanologiczne |
| 1969 | Adm. Rodolfo N.M. Panzarini | Za usługi w zakresie eksploracji i badań Antarktyki oraz współpracę międzynarodową w badaniach Antarktyki                                                                  | Dr R. Thorsteinsson i E.T. Tozer    | Za wkład w badania i rozwój gospodarczy w kanadyjskiej Arktyce                                                                                                  |
| 1968 | Dr W. Brian Harland | Za eksplorację i badania Arktyki | Prof. Augusto Gansser               | Za badanie i kartowanie geologiczne w Himalajach |
| 1967 | Claudio and Orlando Vilas Boas | Za wkład w poznanie i rozwój Mato Grosso | Prof. Eduard Imhof                  | Za wkład w kartografię |
| 1966 | Prof. E.J.H. Corner | Za badania botaniczne w Północnym Borneo i na Wyspach Salomona | Dr G. Hattersley-Smith              | Za badania glacjologiczne w Arktyce kanadyjskiej |
| 1965 | Dr E. F. Roots | Za eksploracje i badania polarne, ze szczególnym uwzględnieniem kanadyjskiej Arktyki                                                                                       | Prof. Lester C. King                | Za badania geomorfologiczne na półkuli południowej |
| 1964 | Dr Louis Leakey | Za eksplorację i odkrycia paleogeograficzne w Afryce Wschodniej | Dr Thor Heyerdahl                   | Za badania geograficzne na południowym Pacyfiku |
| 1963 | Kap. Jacques-Yves Cousteau | Za eksplorację i badania podwodne | Dr Albert P. Crary                  | Za eksplorację i badania Antarktyczne |
| 1962 | Kap. Erwin McDonald | Za badania wybrzeża na Morzu Bellingshausena (Antarktyka) | Tom Harrisson                       | Rządowy etnolog i kurator Sarawak Museum, za ekspedycje do centralnego Borneo                                                                                   |
| 1961 | Dr Michaił Somow | Za ekspedycje i badania antarktyczne | Dr John Bartholomew                 | Redaktor „The Times Atlas of the World”, za wkład w kartografię                                                                                                 |
| 1960 | Phillip G. Law | Za ekspedycje i badania antarktyczne | Prof. Théodore Monod                | Za geograficzną eksplorację i badania na S aharze |
| 1959 | William R. Anderson | Za pierwszą transpolarną podróż okrętem podwodnym USS Nautilus | Sir Raymond Priestley               | Za usługi związane z eksploracją Antarktyki |
| 1958 | Dr Paul Siple | Za wkład w eksplorację i badania Antarktyki | Sir Edmund Hillary                  | Za eksplorację Antarktyki i Himalajów |
| 1957 | Prof. Ardito Desio | Za eksplorację i badania w Himalajach | Sir George Binney                   | Za wkład w eksplorację Arktyki, pionierskie wykorzystanie techniki pomiarów powietrza oraz za rozwój wypraw uniwersyteckich                                     |
| 1956 | John Giæver | Dowódca Norwegian-British-Swedish Antarctic Expedition, za wkład w ekspedycje polarne                                                                                      | Charles Evans                       | Za wkład w eksplorację Himalajów |
| 1955 | Dr John K. Wright | Za usługi w zakresie rozwoju badań geograficznych i eksploracji | Kom. C. J. W. Simpson               | Kierownik brytyjskiej wyprawy do północnej Grenlandii |
| 1954 | Brig. Sir John Hunt | Kierownik brytyjskiej ekspedycji na Mount Everest | Dr Neil A. Mackintosh               | Za badania i odkrycia na Oceanie Południowym |
| 1953 | Patrick D. Baird | Za eksplorację Arktyki kanadyjskiej | Hr. Eigil Knuth                     | Za eksplorację północnej Grenlandii i za jego wkład w eskimoską archeologię                                                                                     |
| 1952 | H. W. Tilman | Za eksplorację gór Wschodniej Afryki i Centralnej Azji | Paul-Émile Victor                   | Za wkład w eksplorację polarną i badania geofizyczne pokrywy lodowej Grenlandii                                                                                 |
| 1951 | Dr Vivian E. Fuchs | Za wkład w eksplorację Antarktyki oraz za jego badania jako kierownika British Antarctic Survey (1948–1950)                                                                | Dr Donald Thomson                   | Za eksplorację i badania Ziemi Arnhema |
| 1950 | George F. Walpole | Za wkład w kartowanie Pustyni Zachodniej w Egipcie | Prof. Harald Sverdrup               | Za wkład w badania polarne i badania oceanograficzne |
| 1949 | Prof. L. Dudley Stamp | Za jego pracę przy organizowaniu Badania Użytkowania Gruntów w Wielkiej Brytanii i zastosowanie geografii w planowaniu narodowym                                           | Prof. Hans Pettersson               | Za dowodzenie rejsem oceanograficznym na Albatrosie |
| 1948 | Wilfred Thesiger | Za wkład w geografię Południowej Arabii i za przebycie pustyni Rub al-Chali                                                                                                | Thomas H. Manning                   | Za prace eksploracyjne i badawcze w Arktyce |
| 1947 | Brig. Martin Hotine | Za jego pracę w Air Survey i za prace kartograficzne | Col. Daniel van der Meulen          | Za podróże eksploracyjne w Hadramaut i jego wkład w geografię Południowej Arabii                                                                                |
| 1946 | Brig. Edward A. Glennie | Za jego prace geodezyjne w Indiach oraz za wkład w kartowanie Dalekiego Wschodu                                                                                            | Insp. Henry A. Larsen               | Za osiągnięcie Przejścia Północno-Zachodniego z zachodu na wschód i ze wschodu na zachód                                                                        |
| 1945 | Dr Charles Camsell | Za jego wkład w geologię Północy | Sir Halford Mackinder               | Za wieloletnią i wybitną służbę w rozwoju nauk geograficznych                                                                                                   |
| 1944 | Nie nadano medali | Nie nadano medali | Nie nadano medali                   | Nie nadano medali |
| 1943 | Nie nadano medali | Nie nadano medali | Nie nadano medali                   | Nie nadano medali |
| 1942 | Freya Stark | Za jej podróże po Wschodzie i jej relacje z nich | Owen Lattimore                      | Za jego podróże i badania w Centralnej Azji |
| 1941 | Kap. Patrick A. Clayton | Za swoje badania na libijskiej pustyni i zastosowanie swojego doświadczenia do działań wojennych na pustyni                                                                | Dr Isaiah Bowman                    | Za jego podróże po Ameryce Południowej i za wielkie zasługi dla nauk geograficznych                                                                             |
| 1940 | Harold Ingrams | Za eksplorację i badania w Hadramaut | Lt Alexander Glen                   | Za swoje wyprawy na Spitsbergen i Ziemię Północno-Wschodnią |
| 1939 | Arthur M. Champion | Za jego badania prowincji Turkana (Kenia) i wulkanów na południe od jeziora Rudolfa                                                                                        | Prof. Hans Ahlmann                  | Za eksplorację i badania glacjologiczne w Arktyce |
| 1938 | John Rymill | Za wartościową pracę naukową podczas Brytyjskiej Ekspedycji do Ziemi Grahama                                                                                               | Eric Shipton                        | Za najwybitniejsze osiągnięcia we wspinaczce górskiej |
| 1937 | Col. Clinton G. Lewis | Za badania w Iraku, Syrii i delcie Irawadi oraz za pracę w afgańskiej i turecko-irackiej komisji granicznej                                                                | Lincoln Ellsworth                   | Za pracę nad rozwojem nawigacji lotniczej w regionach polarnych, której kulminacją był udany lot przez Antarktydę                                               |
| 1936 | G.W. Murray | Za eksplorację i badania na pustyniach Synaju i wschodniego Egiptu oraz za badania plemion Beduinów                                                                        | Major Robert E. Cheesman            | Za poznanie i badania Nilu Błękitnego i jeziora Tana |
| 1935 | Major Ralph A. Bagnold | Za podróże po Pustyni Libijskiej | W. Rickmer Rickmers                 | Za podróże po Kaukazie, których kulminacją było kierowanie ekspedycją Alai-Pamir Rosso-German Expedition w 1928 roku                                            |
| 1934 | Hugh Ruttledge | Za jego podróże po Himalajach i za kierowanie wyprawą na Mount Everest w 1933 r.                                                                                           | Kap. Ejnar Mikkelsen                | Za eksplorację Arktyki i za jego pracę w przesiedleniu Eskimosów na Grenlandię                                                                                  |
| 1933 | James M. Wordie | Za eksploracje polarne | Prof. Erich von Drygalski           | Za badania glacjologiczne w Arktyce i Antarktyce |
| 1932 | Henry George Watkins | Za jego pracę w obszarach arktycznych, szczególnie za dowództwo w British Arctic Air Route Expedition                                                                      | Książę Spoleto                      | Za prace w Himalajach |
| 1931 | Bertram Thomas | Za prace geograficzne w Arabii i udane przebycie Ar-Rab al-Chali | Kadm. Richard E. Byrd               | Za wyprawę na Antarktydę… i za loty nad biegunem północnym i południowym                                                                                        |
| 1930 | Frank Kingdon-Ward | Za geograficzne eksploracje i za prace botaniczne w Chinach i Tybecie | Carsten E. Borchgrevink             | Za jego pionierską wyprawę antarktyczną, która jako pierwsza zimowała na Antarktydzie, podróż na Lodowiec Szelfowy Rossa i uzyskanie dowodu na jego recesję     |
| 1929 | Francis Rennell Rodd | Za jego podróże po Saharze oraz za studia nad Tauregami | Charles H. Karius                   | Za jego przeprawę w Papui od rzeki Fly do rzeki Sepik |
| 1928 | Dr Tom Longstaff | Za długotrwałą pracę geograficzną w Himalajach | Kap. G.H. Wilkins                   | Za jego wieloletnią systematyczną pracę w regionach polarnych, której kulminacją był niezwykły lot z Point Barrow na Spitsbergen                                |
| 1927 | Major Kenneth Mason | Za połączenie badań Indii i Rosyjskiego Turkiestanu oraz za kierownictwo Shakshagam Expedition                                                                             | Dr Lauge Koch                       | Za niezwykłą, sześcioletnią eksplorację Północnej Grenlandii |
| 1926 | Col. Edward F. Norton | Za wybitne kierownictwo wyprawy na Mount Everest w 1924 r. i za wejście na wysokość 28 100 stóp                                                                            | Sir Edgeworth David                 | Za pracę na atolu Funafuti i za kierowanie pierwszym wejściem na górę Erebus                                                                                    |
| 1925 | Brig. Gen. Charles G. Bruce | Za spędzenie życia na geograficznej eksploracji Himalajów… i za kierowanie wyprawą na Mount Everest w 1922 roku                                                            | A.F.R. Wollaston                    | Za podróże do Centralnej Afryki i do Nowej Gwinei Holenderskiej                                                                                                 |
| 1924 | Ahmed Hassanein Bej | Za podróż do Kufry i do Darfuru | Kap. Frank Wild                     | Za jego długotrwałe usługi w eksploracji Antarktyki |
| 1923 | Dr Knud Rasmussen | Za odkrycia i badania w regionach arktycznych | Miles Cater Smith                   | Za eksplorację nieznanego interioru Papui |
| 1922 | Col. C. K. Howard-Bury | Za wybitne zasługi w dowództwie wyprawy na Mount Everest | Ernest de Koven Leffingwell         | Za badania na wybrzeżu północnej Alaski |
| 1921 | Vilhjalmur Stefansson | Za wybitne zasługi w eksploracji Oceanu Arktycznego | Gen. Robert Bourgeois               | Za jego długie i wybitne zasługi dla geografii i geodezji |
| 1920 | Harry St. John B. Philby | Za dwie podróże po południowo-środkowej Arabii | Prof. Jovan Cvijić                  | Za wybitne badania nad geografią państw bałkańskich i innych części Europy                                                                                      |
| 1919 | Col. E.M. Jack | Za pracę geograficzną na froncie zachodnim | Prof. William Davis                 | Za wybitne osiągnięcia w rozwoju Geografii Fizycznej |
| 1918 | Gertrude Bell | Za podróże i eksplorację Azji Mniejszej, Syrii, Arabii i terenów nad Eufratem                                                                                              | Comm. Jean Tilho                    | Za jego długotrwałą eksplorację i badania w Afryce Północnej |
| 1917 | Comm. David G. Hogarth | Za eksplorację azjatyckiej części Turcji | Brig.-Gen. Cecil G. Rawling         | Za eksplorację Tybetu Zachodniego i Nowej Gwinei |
| 1916 | Col. Percy H. Fawcett | Za wkład w tworzenie map Ameryki Południowej | Kap. Frederick M. Bailey            | Za eksplorację na pograniczu Indii i Tybetu… a zwłaszcza za prześledzenie przebiegu Tsang-po-Brahmaputra                                                        |
| 1915 | Sir Douglas Mawson | Za prowadzenie Australijskiej Ekspedycji Antarktycznej, która osiągnęła bardzo ważne wyniki naukowe                                                                        | Dr Filippo De Filippi               | Za wyprawę do Karakorum i Turkiestanu Wschodniego |
| 1914 | Prof. Albrecht Penck | Za zaawansowanie w niemal każdej gałęzi geografii, a w szczególności za jego ideę międzynarodowej mapy świata w skali 1:1000 000                                           | Dr Hamilton Rice                    | Za jego pracę w górnych odcinkach Orinoko i północnych dopływach Amazonki                                                                                       |
| 1913 | Founder’s Medal nie został przyznany, ale Lady Scott otrzymała trumnę z inskrypcją zawierającą Patron’s Medal i Specjalny Medal Antarktyczny przyznany jej zmarłemu mężowi | Founder’s Medal nie został przyznany, ale Lady Scott otrzymała trumnę z inskrypcją zawierającą Patron’s Medal i Specjalny Medal Antarktyczny przyznany jej zmarłemu mężowi | Dr Edward A. Wilson (pośmiertnie)   | Za znakomitą pracę w studiowaniu zoologii Antarktyki… i za umiejętności artystyczne                                                                             |
| 1912 | Charles M. Doughty | Za jego niezwykłą eksplorację Arabii Północnej i za pracę, w której opisano wyniki                                                                                         | Douglas Carruthers                  | Na wyprawy do Ruwenzori, Turkiestanu, Arabii i Mongolii |
| 1911 | Pułk. Piotr K. Kozłow | Za eksplorację pustyni Gobi, północnego Tybetu i Mongolii | Dr Jean-Baptiste Charcot            | Za swoje wyprawy na Antarktydę, podczas których prowadził badania o dużej wartości naukowej z zakresu geologii, meteorologii, warunków magnetycznych i biologii |
| 1910 | Col. Henry H. Godwin-Austen | Za odkrycia geograficzne i badania wzdłuż północno-wschodniej granicy Indii, zwłaszcza za pionierskie odkrycia w Karakorum                                                 | Dr William Speirs Bruce             | Za odkrycia w Arktyce i Antarktyce |
| 1909 | Dr M. Aurel Stein | Za jego badania w Azji Środkowej, a w szczególności za pracę archeologiczną                                                                                                | Col. Milo Talbot                    | Za doskonałą pracą badawczą wykonaną przez niego na granicy afgańskiej i w Sudanie                                                                              |
| 1908 | Lt Boyd Alexander | Za trzyletnią podróż przez Afrykę, od Nigru do Nilu | Albert I, książę Monako             | Za badania oceanograficzne u wybrzeży Spitsbergenu |
| 1907 | Dr Francisco Moreno | Za rozległe badania w Andach Patagonii | Kap. Roald Amundsen                 | Za jego śmiałą podróż badawczą w rejonie Północnego Bieguna Magnetycznego i za jego pierwsze przepłynięcie statkiem słynnego Przejścia Północno-Zachodniego     |
| 1906 | Alfred Grandidier | Zasłużony francuski uczony, który poświęcił eksploracji Madagaskaru czterdzieści lat i za jego monumentalną 52-tomową pracę o wyspie                                       | Dr Robert Bell                      | Który w ciągu czterdziestu pięciu lat prac terenowych wykonał mapę ogromnego, nieznanego wcześniej, obszaru Kanady                                              |
| 1905 | Sir Martin Conway | Za eksplorację górskich regionów Spitsbergenu | Kap. Charles H. D. Ryder            | Za jego opis Junnan i jego pracę związaną z Misją Tybetańską |
| 1904 | Sir Harry Johnston | Za niezwykłe zasługi w eksploracji Afryki | Comm. Robert Scott                  | Za zasługi jako dowódca Narodowej Ekspedycji Antarktycznej i za wspaniałą podróż saniami do 82° 17'S                                                            |
| 1903 | Douglas Freshfield | W uznaniu jego cennego wkładu w naszą wiedzę o Kaukazie | Kap. Otto Sverdrup                  | Za ważne odkrycia w Cieśninie Jonesa i za ważną rolę, jaką odegrał jako kapitan Fram podczas słynnej ekspedycji dr Nansena                                      |
| 1902 | Gen. Sir Frederick Lugard | Za wytrwałość w poświęcaniu uwagi geografii Afryki | Major Molesworth Sykes              | Za podróże po Persji i wsparcie udzielane przez niego rodzimym odkrywcom                                                                                        |
| 1901 | Luigi Amadeo di Savoia, książę Abruzzów | Za jego wejście na szczyt Góry Świętego Eliasza i za jego arktyczną podróż na Stella Polare                                                                                | Dr Donaldson Smith                  | Za niezapomnianą podróż przez nieznane części jeziora Rudolfa i rzeki Omo                                                                                       |

| Rok  | Founder’s Medal                                                                | Wkład | Patron’s Medal                                    | Wkład |
| ---- | ------------------------------------------------------------------------------ | --- | ------------------------------------------------- | --- |
| 1900 | Kap. Henry H. P. Deasy                                                         | Za pracę eksploracyjną i badawczą w Azji Centralnej | James McCarthy                                    | Za wspaniałe usługi dla nauk geograficznych w odkrywaniu i mapowaniu wszystkich części królestwa Syjamu                                                |
| 1899 | Kap. Louis-Gustave Binger                                                      | Za cenną pracę w wielkim zakolu Nigru | Fernand Foureau                                   | Za ciągłą eksplorację Sahary |
| 1898 | Dr Sven Hedin                                                                  | Za istotne prace badawcze w Azji Centralnej | Lt Robert E. Peary                                | Za eksplorację północnej Grenlandii, a zwłaszcza za odkrycie północnego krańca lądolodu                                                                |
| 1897 | Pyotr Semyonov                                                                 | Za jego wieloletnie wysiłki na rzecz promowania rosyjskiej eksploracji w Azji Centralnej                                                                                          | Dr George Dawson                                  | Za eksplorację Terytoriów Północno-Zachodnich i Alaski                                                                                                 |
| 1896 | Sir William MacGregor                                                          | Za usługi dla geografii w Nowej Gwinei Brytyjskiej, w odkrywaniu, kartowaniu i udzielaniu informacji o mieszkańcach                                                               | St. George Littledale                             | Za ważne podróże po Pamirze i Centralnej Azji |
| 1895 | Dr John Murray                                                                 | Za zasługi dla geografii fizycznej, szczególnie dla oceanografii, i za pracę na pokładzie Challengera                                                                             | George Curzon                                     | Za podróże i badania w Persji, francuskich Indochinach, Hindukuszu i Pamirze                                                                           |
| 1894 | Kap. Hamilton Bower                                                            | Za niezwykłą podróż przez Tybet, z zachodu na wschód | Élisée Reclus                                     | Za wybitne zasługi dla Geografii jako autor Nouvelle Géographie Univerelle                                                                             |
| 1893 | Frederick Selous                                                               | W uznaniu za dwudziestoletnią eksplorację i badania w Południowej Afryce | William Woodville Rockhill                        | Za podróże i odkrycia w zachodnich Chinach i w Tybecie                                                                                                 |
| 1892 | Alfred Russel Wallace                                                          | Znany przyrodnik i podróżnik, współodkrywca, wraz z Karolem Darwinem, teorii doboru naturalnego, w uznaniu wysokiej wartości geograficznej jego prac                              | Edward Whymper                                    | Za mapę trasy jego wspinaczki i za szczegółowe badania Andów w pobliżu równika                                                                         |
| 1891 | Sir James Hector                                                               | Za badania prowadzone jako przyrodnik wyprawy Pallisera | Dr Fridtjof Nansen                                | Za to, że jako pierwszy przekroczył lądolód Grenlandii… a także za swoje umiejętności jako geografa naukowego                                          |
| 1890 | Emin Pasza                                                                     | Za wielkie zasługi, jakie wyświadczył dla geografii podczas dwunastoletniej administracji egipskiej prowincji Ekwatoria                                                           | Lt Francis E. Younghusband                        | Za podróż z Mandżurii i Pekinu do Kaszmiru, a zwłaszcza za wyznaczanie górskich tras i notatki topograficzne                                           |
| 1889 | Arthur D. Carey                                                                | Za niezwykłą podróż po Azji Środkowej, podczas której przemierzył 4750 mil przez regiony nigdy nie odwiedzane przez Anglika                                                       | Dr Gustav Radde                                   | Za poświęcenie życia promocji geografii jako nauki |
| 1888 | Clements R. Markham                                                            | W uznaniu wartości znacznego wkładu w literaturę geograficzną… Z okazji przejścia na emeryturę po 25 latach pracy w Sekretariacie Towarzystwa                                     | Lt Hermann von Wissmann                           | W uznaniu jego zasług jako odkrywcy w Afryce Środkowej                                                                                                 |
| 1887 | Lt Col Thomas Holdich                                                          | Za gorliwość i oddanie w badaniu Afganistanu | George Grenfell                                   | Za szeroko zakrojoną eksplorację w Kamerunie i Kongo                                                                                                   |
| 1886 | Major Adolphus W. Greely                                                       | Za znaczące wzbogacenie naszej wiedzy o wybrzeżach Morza Polarnego i wnętrzu Grinnell Land                                                                                        | Guido Cora                                        | Za istotne osiągnięcia jako pisarz i kartograf |
| 1885 | Joseph Thomson                                                                 | Za zapał, szybkość i sukces podczas dwóch wypraw do Afryki Środkowo-Wschodniej | Henry E. O’Neill                                  | Za jego 13 wypraw eksploracyjnych wzdłuż wybrzeża i do wnętrza Mozambiku                                                                               |
| 1884 | Archibald Colquhoun                                                            | Za podróż z Kantonu do Irawadi | Dr Julius von Haast                               | Za eksplorację Wyspy Południowej Nowej Zelandii |
| 1883 | Sir Joseph Hooker                                                              | Za wybitne zasługi dla geografii jako nauki | E. Colborne Baber                                 | Za prace naukowe podczas wielu podróży eksploracyjnych w głąb Chin                                                                                     |
| 1882 | Dr Gustav Nachtigal                                                            | Za jego podróże przez wschodnią Saharę | Sir John Kirk                                     | Za nieustanne usługi dla geografii, jako przyrodnik, jako zastępca dra Livingstone’a i jako Konsul Generalny na Zanzibarze                             |
| 1881 | Major Serpa Pinto                                                              | Za podróż przez Afrykę…, podczas której przebył 500 mil przez nowe obszary | Benjamin Leigh Smith                              | Za istotne odkrycia wzdłuż wybrzeża Ziemi Franciszka Józefa                                                                                            |
| 1880 | Lt A. Louis Palander                                                           | Za jego zasługi w związku ze Szwedzkimi Ekspedycjami Arktycznymi na pokładzie Vegi                                                                                                | Ernest Giles                                      | Za odkrycia i badania w Australii |
| 1879 | Płk Nikołaj Przewalski                                                         | Za sukcesywne wyprawy i badania Mongolii i płaskowyżu północnego Tybetu | Cap. N.V.J. Gill                                  | Za istotną pracę wzdłuż północnej granicy Persji |
| 1878 | Baron Ferdinand von Richthofen                                                 | Za jego podróże i rozległe poszukiwania naukowe w Chinach | Cap. Henry Trotter                                | Za usługi dla geografii, przez połączenie badań Trigonometrical Survey of India z rosyjskimi badaniami z Syberii                                       |
| 1877 | Cap. Sir George Nares                                                          | Za dowodzenie Ekspedycją Arktyczną 1875/6, podczas której statkami i saniami osiągnięto większą szerokość geograficzną niż kiedykolwiek wcześniej                                 | Pundit Nain Singh                                 | Za podróże i badania Tybetu i wzdłuż górnej Brahmaputry, podczas których określił położenie Lhasy i w dużej mierze wzbogacił naszą wiedzę o mapie Azji |
| 1876 | Lt. Verney Lovett Cameron                                                      | Za podróż przez Afrykę, od Zanzibaru do Bengueli i za badania jeziora Tanganika                                                                                                   | John Forrest                                      | Za liczne, udane ekspedycje w Australii Zachodniej |
| 1875 | Lt. Karl Weyprecht                                                             | Za przedsiębiorczość i kierowanie wyprawami na Spitzbergen i Nową Ziemię | Lt. Julius von Payer                              | Do eksplorację i odkrycia w obszarze Arktyki |
| 1874 | Dr Georg Schweinfurth                                                          | Za eksplorację Afryki | Col. Peter Egerton-Warburton                      | Za udaną podróż przez nieznany wcześniej zachodni interior Australii                                                                                   |
| 1873 | Ney Elias                                                                      | Za jego przedsiębiorczość i badanie biegu Żółtej Rzeki oraz za podróż przez Zachodnią Mongolię                                                                                    | Henry Morton Stanley                              | Za odnalezienie doktora Livingstone’a i za przywiezienie jego cennego dziennika i dokumentów do Anglii                                                 |
| 1872 | Col. Henry Yule                                                                | Za wybitne zasługi dla geografii | Robert B. Shaw                                    | Za podróże po Wschodnim Turkiestanie oraz za obszerne obserwacje astronomiczne i hipsometryczne                                                        |
| 1871 | Sir Roderick Murchison                                                         | Który przez 40 lat z ponad ojcowską troską czuwał nad Towarzystwem i ostatecznie umieścił je w czołówce naszych Towarzystw naukowych                                              | A. Keith Johnston                                 | Za wybitne zasługi w promocji geografii fizycznej |
| 1870 | George W. Hayward                                                              | Za podróż do wschodniego Turkistanu i za dotarcie do Pamirskiego Stepu | Lt. Francis Garnier                               | Za obszerne badania… od Kambodży do Jangcy… i za doprowadzenie wyprawy w bezpieczne miejsce po śmierci jej kierownika                                  |
| 1869 | Prof. A.E. Adolf Erik Nordenskiöld                                             | Za zaplanowanie i przeprowadzenie szwedzkich ekspedycji na Spitsbergen…, dzięki którym wzbogaciliśmy naszą znajomość zoologii, botaniki, geologii i meteorologii                  | Mary Somerville                                   | Która przez całe swoje bardzo długie życie wyróżniała się wybitną biegłością w tych dziedzinach nauki, które stanowią podstawę geografii fizycznej     |
| 1868 | Dr. Augustus Petermann                                                         | Za jego zasługi jako pisarza i kartografa | Gerhard Rohlfs                                    | Za jego dalekie podróże w głąb Afryki Północnej… a zwłaszcza za przemierzanie kontynentu od Trypolisu do Lagos                                         |
| 1867 | Adm. Aleksiej Butakow                                                          | Za to, że jako pierwszy wodował i sterował statkami na Morzu Aralskim… i za swoje badania ujścia Oksus                                                                            | Dr Isaac Hayes                                    | Za wyprawę w kierunku otwartego Morza Polarnego |
| 1866 | Dr. Thomas Thomson                                                             | Za jego badania w Zachodnich Himalajach i Tybecie | William Chandless                                 | Za badania rzeki Purus (Ameryka Południowa) |
| 1865 | Cap. Thomas G. Montgomerie                                                     | Za jego wielką trygonometryczną podróż z równin Pendżabu do pasma Karakorum | Samuel Baker                                      | Za energiczną eksplorację interioru Afryki |
| 1864 | Cap. James A. Grant                                                            | Za podróż przez wschodnią Afrykę Równikową z kapitanem Speke | Baron Karl von der Decken                         | Za swoje badania geograficzne Kilimandżaro |
| 1863 | Frank T. Gregory                                                               | Za owocną eksplorację Australii Zachodniej | John Arrowsmith                                   | Za bardzo istotny wkład w nauki geograficzne (w kartografię)                                                                                           |
| 1862 | Richard O’Hara Burke                                                           | Na pamiątkę tego dzielnego odkrywcy, który wraz ze swoim towarzyszem Willsem zginął po przemierzeniu Australii                                                                    | Cap. Thomas Blakiston                             | Za badania Jangcy |
| 1861 | Cap. John Hanning Speke                                                        | Za jego wybitne odkrycia geograficzne w Afryce, a zwłaszcza odkrycie wielkiego Jeziora Wiktorii                                                                                   | John McDouall Stuart                              | Za niezwykłą eksplorację wnętrza Australii |
| 1860 | Lady Franklin                                                                  | Za wytrwałość w wysyłaniu kolejnych ekspedycji w celu ustalenia losu męża | Cap. Sir Leopold McClintock                       | Za umiejętności i męstwo okazywane przez niego i jego towarzysza w poszukiwaniu zapisów o zaginionej ekspedycji Franklina i za cenne badania wybrzeży  |
| 1859 | Cap. Richard Francis Burton                                                    | Za jego różne przedsięwzięcia poszukiwawcze, a zwłaszcza za jego niebezpieczną wyprawę z kapitanem. J. Speke do wielkich jezior w Afryce Wschodniej                               | kap. John Palliser                                | Za wartościowe efekty eksploracji Gór Skalistych w Ameryce Północnej                                                                                   |
| 1858 | Kap. Richard Collinson                                                         | Za odkrycia w regionach arktycznych | Prof. Alexander Bache                             | Za obszerne i dokładne badania Ameryki |
| 1857 | Augustus C. Gregory                                                            | Za rozległe i ważne badania w Australii Zachodniej i Północnej | Col. Andrew Scott Waugh                           | Za pracę geodezyjną, równie niezwykłą ze względu na jej zakres, jak i dokładność, dzięki której [Indie] zostały objęte triangulacją                    |
| 1856 | Elisha Kent Kane                                                               | Za osiągnięcia i odkrycia w regionach polarnych podczas amerykańskich wypraw w poszukiwaniu Sir Johna Franklina                                                                   | Heinrich Barth                                    | Za rozległe odkrycia w Afryce Środkowej, wycieczki po jeziorze Czad i niebezpieczną podróż do Timbuktu                                                 |
| 1855 | Wielebny David Livingstone                                                     | Za niedawne odkrycia w Afryce | Charles Anderson                                  | Za podróże po południowo-zachodniej Afryce |
| 1854 | Adm. William Smyth                                                             | Za cenne badania morskie na Morzu Śródziemnym | Kap. Robert McClure                               | Za jego niezwykłe wysiłki… w nawigowaniu statkiem przez lody mórz polarnych i za odkrycie Przejścia Północno-Zachodniego                               |
| 1853 | Francis Galton                                                                 | Za wyposażenie i poprowadzenie wyprawy odkrywczej do centrum Afryki Południowej                                                                                                   | Comm. Edward A. Inglefield                        | Za energiczne badania wybrzeży Morza Baffina, Cieśniny Smitha i Cieśniny Lancastera                                                                    |
| 1852 | Dr John Rae                                                                    | Za badanie w najcięższych warunkach zatoki Boothia… i za jego niezwykle istotny wkład w geografię Arkti                                                                           | Kap. Henry Strachey                               | Za szeroko zakrojone odkrycia i badania w zachodnim Tybecie                                                                                            |
| 1851 | Dr George Wallin                                                               | Za ważne i ciekawe podróże po Arabii | Thomas Brunner                                    | Za chwalebny trud w eksplorowaniu Środkowej Wyspy Nowej Zelandii                                                                                       |
| 1850 | Nie przyznano. Przedsiębiorczy misjonarz David Livingstone otrzymał chronometr | Za podróż do wielkiego jeziora Ngami | John Charles Frémont z US Topographical Engineers | Za istotne prace geograficzne na dalekim zachodzie kontynentu amerykańskiego                                                                           |
| 1849 | Austen Henry Layard-                                                           | Za wkład do geografii Azji, interesujące badania w Mezopotamii i za odkrycie szczątków Niniwy                                                                                     | Baron Charles von Hügel                           | Za ekspedycję do Kaszmiru |
| 1848 | Sir James Brooke                                                               | Za wyprawę na Borneo i za zapał, jaki wykazał w promowaniu odkryć geograficznych                                                                                                  | Kap. Charles Wilkes                               | Za talent i wytrwałość, które wykazał podczas podróży w rejony Antarktyki… oraz za wspaniałą pracę naukową                                             |
| 1847 | Cap. Charles Sturt                                                             | Za odkrycia w Australii, a zwłaszcza za podróż ustalającą granicę jeziora Torrens i penetrację interioru do 24°30'S, 138°00'E                                                     | Dr Ludwig Leichhardt                              | Za eksplorację Australii, zwłaszcza za podróż z Zatoki Moreton do Port Essington                                                                       |
| 1846 | Hrabia Paweł E. de Strzelecki                                                  | Za eksplorację południowo-wschodniej Australii | Prof. Alexander von Middendorff                   | Za eksplorację północnej i wschodniej Syberii |
| 1845 | Dr Charles Beke                                                                | Za eksplorację Abisynii | Prof. Carl Ritter                                 | Za ważne prace geograficzne |
| 1844 | William J. Hamilton                                                            | Za cenne badania w Azji Mniejszej | Prof. Adolf Erman                                 | Za ważne prace geograficzne na Syberii i Kamczatce |
| 1843 | Edward John Eyre                                                               | Za przedsiębiorcze i szeroko zakrojone eksploracje w Australii w szczególnie trudnych warunkach                                                                                   | Lieut. Julian F.A. Symonds                        | Za triangulację nad Palestyną i ustalenie różnicy między poziomem Morza Śródziemnego i Morza Martwego                                                  |
| 1842 | Kap. Sir James Clark Ross                                                      | Za jego błyskotliwe osiągnięcia na biegunie południowym, do którego w odległości mniejszej niż 12° bezpiecznie żeglował swoimi statkami, odkrywając wielki kontynent antarktyczny | Wielebny dr Edward Robinson                       | Za wartościową pracę „Biblical Researches in Palestine, Mount Sinai and Arabia”                                                                        |
| 1841 | Lt. Henry Raper                                                                | Za doskonałą pracę nad praktyczną nawigacją i astronomią morską | Lt. John Wood                                     | Za podróż do źródła Oksusu i za cenną pracę na Indusie                                                                                                 |
| 1840 | Major Henry Rawlinson                                                          | Za badania w perskiej Gujanie | Robert H. Schomburgk                              | Za wytrwałość i sukces w odkrywaniu terytorium i badaniu zasobów Gujany Brytyjskiej                                                                    |
| 1839 | Thomas Simpson                                                                 | Za zbadanie dotychczas niezbadanych wybrzeży Ameryki Północnej | Dr Edward Rüppell                                 | Za podróże i badania w Nubii, Arabii i Abisynii |
| 1838 | Col. Francis Rawdon Chesney                                                    | Za cenne materiały z geografii porównawczej i fizycznej z Syrii, Mezopotamii i delty Susy                                                                                         |                                                   | |
| 1837 | Kap. Robert FitzRoy                                                            | Za badanie wybrzeży Ameryki Południowej, od Rio de la Plata po Guayaquil w Peru                                                                                                   |                                                   | |
| 1836 | Kap. Sir George Back                                                           | Za jego niedawne odkrycia w Arktyce i niezapomnianą podróż w dół Fish River |                                                   | |
| 1835 | Sir Alexander Burnes                                                           | Za niezwykłe i ważne podróże po Persji |                                                   | |
| 1834 | Kap. Sir John Ross                                                             | Za odkrycie półwyspu Boothia i Wyspy Króla Williama oraz za sławne przetrwanie czterech zim w Arktyce                                                                             |                                                   | |
| 1833 | John Biscoe                                                                    | Za odkrycie na Antarktydzie Ziemi Grahama i Ziemi Enderby |                                                   | |
| 1832 | Richard Lander                                                                 | Za zasługi w ustaleniu biegu i ujścia Nigru |                                                   | |